# Цзин Вэнь
Ли Цзинвэ́нь (кит. 李静雯, пиньинь Lǐ Jìngwén) профессионально известная как Цзин Вэнь (род. 15 октября 1993, Гуанчжоу, Китай) — китайская фотомодель. По версии журнала Vogue, входит в список самых успешных моделей Китая. Известна многочисленными фотосессиями и показами для Prada. С июля 2017 года входит в число 50 топ-моделей по версии Models.com.

## Карьера
Начала карьеру модели подписав контракт с местным китайским агентством, а затем — с агентством Supreme Model Management в Нью-Йорке.
Помимо рекламы для Prada, позировала для брендов Calvin Klein, 7 For All Mankind Jeans, Christian Dior, Topshop, Zara, Victoria Beckham, Tommy Hilfiger, Coach, Inc. и Salvatore Ferragamo и других. Также снялась в рекламе для компании H&M.
Работала для модных показов Louis Vuitton, Prada, Chanel. Она ходила по подиуму для Christian Dior, Chanel, Alexandre Vauthier, Elie Saab, Viktor & Rolf, J. Mendel, Giambattista Valli, Valentino, Proenza Schouler, Burberry, Roberto Cavalli, Marc Jacobs и многих других. Портал Models.com назвал её «Лучшим новичком» индустрии моды 2015 года.
Позировала для американского Vogue, а также для обложек журналов The New York Times Style Magazine, Vogue China, Teen Vogue, Love. Попадала на обложки журналов Vogue Italia, Vogue Germany и Numéro, и других.

## Личная жизнь
Цзин Вэнь — фотограф-любитель. После завершения карьеры модели планирует стать ресторатором.